# Burujul Kulon
Burujul Kulon is een bestuurslaag in het regentschap Majalengka van de provincie West-Java, Indonesië. Burujul Kulon telt 6736 inwoners (volkstelling 2010).